# ポルガラ
ポルガラ（Polgara） は、デイヴィッド・エディングスのファンタジー小説『ベルガリアード物語』および、その後日譚となる『マロリオン物語』などに登場する架空の人物。魔術師。外伝である『女魔術師ポルガラ』においてはベルガリアードまでの人生が振り返られている。

## 人物概略
その人生と持てる力を予言の成就に、リヴァ王家の保護と復興に捧げている。父はベルガラス（Belgarath）、母はポレドラ（Poledra）、双子の妹は初代リヴァ王こと《鉄拳》リヴァの妻ベルダラン（Beldaran）、遠い甥はベルガリオン（Belgarion）、夫はダーニク（Durnik）。ダーニクとの間に双子をもうけている。特徴としては、
- 非常な長寿で、3千年以上生きているとされる。肉体は永遠の25歳。
- 動物に姿を変えることができ、その際は白い梟の姿を好む。
- 黒い長髪だが、額の左側の生え際の一房だけが白い。背が高くグラマーな体型で、相当の美人である。
- 料理と医術に長けている。魔術より手作業を好む傾向がある。
- 父のベルガラスいわく、「（魔術を行うときの）ジェスチャーが大げさすぎる」。
- 他人の心をあやつる魔術に長けている。
- 邪神トラクの暗視（＝闇の予言）では、「トラクの花嫁」になると言われている。ゆえに、グロリムやアンガラク人国家の長からは『女王陛下』、『花嫁』と呼ばれることがある。
- 赤い薔薇を好み、鳥と会話を楽しむことができる。

であり、ベルガリアードとマロリオンの両方の物語で、ベルガラスやダーニク、シルク（Silk）やガリオンの妻セ・ネドラ（Ce'Nedra）とともに最重要キャラクターのひとりに位置づけられている。

## 人間性
きわめて真面目で知的かつ潔癖な女性で、普通の人間の何十倍も強固な意志を持つ。人並み外れた強い母性も兼ね備えており、気品の良さと気位の高さはどんな女王や王妃もかなわないほど。プライドの高さも半端ではない。そのせいか、ときおり暴言を吐いたり（例：父ベルガラスに対して「この老いぼれ!」）、ヒステリーを起こして物という物を魔術で破壊したりすることもある。
だが、そんなことができるのは、裏に秘められた愛情が海のように大きく深いからこそ。彼女は母親的側面が強い女性なのである。否、ベルガリアードとマロリオンの両物語に関しては、彼女が旅のメンバーの『母親』なのだ。物言いは辛辣で、怒らせると逃げ出したくなるほど恐ろしいが、悩み苦しみ、誰かに手を差し伸べてもらいたいと痛切に思う誰かにそっと手を差し伸べる、そんな存在なのである。そして、その慈悲深い性格ゆえに己のとった行動を後悔したり、辛い過去を吹っ切れなかったりすることがある。
人と人の仲（とくに男女の仲）を取り持つことが大の得意。結ばれる運命にある男女が出逢う光景を見たとき、彼女の頭の中で鐘の音が鳴る。一方、別れの危機が差し迫っている夫婦には、先立って問題を解決するヒントを与え、再び幸せな夫婦に戻るのを見守る。ゆえに（その魔術や深い智恵も含めて）西方諸国の王妃たちから慕われ、敬われている。
また、男の子を育てることにかけては天下一品の腕前を持っている。双子の妹ベルダラン亡き後、息子にしてリヴァの王子ダランの後見人として彼を育て、リヴァ王暗殺事件で唯一助かったゲラン王子以降、数十人にも及ぶリヴァ王家の血筋をひく子孫たちの面倒を見続けてきたからだろう。その経験は、ベルガリオンとエランド（Errand）の養育でも十分に生かされている。

## 人生

### 出生～少女時代
『ベルガリアード物語』シリーズの暦（＝アローン暦）では、2001年に妹ベルダランとともに誕生。
ポルガラとベルダランは本来、一卵性双生児で瓜二つの存在であったが、ポレドラに内面を、梟神アルダー（Aldur）に外見（＝髪の毛の色）を変化させられてしまった。きっかけは、狼であるポレドラが産まれてくる娘たちに狼としての本能が備わっていないので、2人が胎内にいるうちから教育を始めていいかどうかを《師》アルダーに相談したことである。よって、彼女たちは胎児の段階で必要な情報をポレドラから授けられる（＝教育される）ことになった。
ベルガラスがアローン人の王族とともにトラクから《アルダーの珠》の奪還を成し遂げた間に、彼の妻であるポレドラは双子の出産の床でこの世を去っていた（のちに、彼女の《死》の経緯が『マロリオン物語』で明らかになる）。
妻の死に打ちのめされ、ベルガラスが《アルダー谷》を去って酒と女遊びに明け暮れている間は、ベルディン（Beldin）とベルティラ（Beltira）・ベルキラ（Belkira）に育てられた。ベルガラスが《谷》に帰ってきたのは彼女とベルダランが13歳のとき。戻ったベルガラスに対し、ポルガラは強く反発するが、愛する双子の妹ベルダランの説得のおかげで家族としての生活を始めた。これ以降、彼女の父に対する批判が始まった。
少女時代は、美しく愛らしいベルダランとは対照的に醜い姿であった。これは外見のコンプレックスからくるもので、特にベルガラスに触れられた際、白くなった額のひと房の髪が彼女を苦しめた。何度も鋭利な刃物で切り落とそうと試みるが、逆に刃物がダメになってしまうばかりなので断念する。「醜いことを運命づけられている」から身なりに気を配っても仕方がない――そう考えていた。
彼女が己の人生が人並みはずれて長いことを知ったのは、《谷》にある1本の木に触れたとき。木は彼女に時の概念を懇切丁寧に教えてくれた。同時に、鳥の言葉を理解することができるようになった。この邂逅から、彼女は《谷》での生活の大半を木の上で過ごすようになる。
また、彼女の魔術師としての才能が現れたのは12歳のときである。月経の最中でイライラしていて、木に来ていた鳥たちが種をせびる声に思わず腹を立てて、
「もっと種!」
と叫んだ瞬間、彼女は山のような種を出現させた。それ以降、ベルディンたち《谷》に住まう魔術師や母・ポレドラから魔術を、ベルティラとベルキラの双子から料理を学ぶようになる。

### 青春時代
16歳のとき、ベルダランが《珠》の守護者でリヴァの国王《鉄拳》リヴァ（Riva Iron-grip）と結婚して分かれて住むことになったことが決まってから、彼女は本来の美しい姿に気づく。その美しさは《谷》を出、リヴァのある『風の島』で双子の妹の婚礼準備をしていくうちにますます洗練されていく。
そして、リヴァとベルダランの婚礼の席で、リヴァ王の子孫一族の保護者としての使命を受け入れる。
その後はアルダーの弟子として『意志と言葉』の力を学び続け、『ダリネの書』と『ムリンの書』という2冊の予言書の研究に明け暮れる毎日を送るようになる。また、18歳の春、ベルダランの妊娠を受けて『風の島』に滞在した際、医術の基本（お産と整骨、薬草医学、外科学）も学んでいる。ベルダランのお産にも立ち会った。
妹ベルダランの死後、悲しみのあまり衰弱していくリヴァの代わりに、彼女の息子ダラン（Daran）とブランド卿カミオン（Kamion）とともにリヴァの政治の中核を担うようになる。それはリヴァが死を迎えるまで続いた。

### アレンディア滞在時代
アスター人・ミンブル人・ワキューン人という3つの民族が繰り広げる紛争が絶えないアレンディアへ、彼女は向かうことになる。トラクの弟子のひとり・クトゥーチク（Ctuchik）がアレンディアとトルネドラとの間に戦乱を起こそうとしており、ボー・ワキューンへ向かって戦乱の勃発を阻止するようポレドラに命じられたからである。ボー・ワキューンでの革命に力添えをして、アレンディアにおける平和の樹立に寄与し、エラト女公爵の地位と領土を得る。その智恵と魔術でアレンディアの和平継続に貢献し続けた。
が、親友夫妻の死、愛するボー・ワキューンの滅亡――そして、恋人オントローズ（Ontrose）の死という苦痛を味わうことになる。領民に《エラト人》ではなく《センダリア人》と呼ぶようにさせ、ボー・ワキューンを滅ぼしたアスター人の都ボー・アスターの滅亡という復讐を遂げた後、再び《谷》に戻る。その後は生き残ったワキューン人を主とする、農奴制を廃止した理想の国センダリアの創立を支える。このときの借地料の管理はセンダリア国王家に代々委託されており、実はたいへんな金持ちでもある。

### 逃亡時代
ニーサの女王サルミスラ（Salmissra）が企てたリヴァ王家一族暗殺事件で、唯一助かったゲラン王子（Geran）を救う。それ以後、代々その子孫をひそかに守り続け、アローン諸国とセンダリアを点々とする。子孫たちには、彼らが『リヴァ王家の血を引く者』であることを説明していた。短命の子孫たちには『ポルおばさん』として愛され続ける。
ボー・ミンブルの戦いにおいてアンガラク国家との戦争に加わるが、その際、闇の予言においてはトラクの花嫁となる運命であることを知る。そのとき彼女を助けたのが、ふくろうに変身した際に合体した母・ポレドラの頑強な意志だった。結局、この戦いではトラクが予言を誤解してしまったことと、《珠》を剣からはずして楯につけるという作戦により、この対決における《光の子》リヴァの《番人》ブランド（Brand）の手で頭を貫かれたトラクは、【神をほふる者】（＝ベルガリオン（Belgarion））の到来まで永い永い眠りにつくこととなった。
その後、クトゥーチクやゼダー（Zedar）といったトラクの手下と手を組もうとするニーサの女王サルミスラ（ニーサの統治者は女王で、サルミスラを名乗ることが慣例となっている）を止めるべく何度かニーサに行ったり、ベルガラスとともに当時10歳のケルダー王子（Price Kheldar）や8歳前後のヘター（Hettar）、8歳前後のバラク（Barak）や9歳前後のアンヘグ（Anheg）に会うためドラスニアの首都ボクトールやアルガリアやチェレクのもとを訪れたり、予言とのちのち関係してくる人物（当時15歳前後だったナドラク人商人ヤーブレック（Yarblek）と王位に就いたばかりのドロスタ・レク・タン王（Drosta lek Thun））に会うべくガール・オグ・ナドラクへ旅したり、その帰りに疫病が蔓延しているドラスニアに寄ってローダー皇太子（Rhodar）の戴冠式に参列したりと、予言のために世界を旅する一方でリヴァ王家の子孫たちを守ってきた。が、グロリムのチャンダー（Chamdar）によって《甥》のゲラン（Geran）夫妻とゲランの母アララ（Alara）を殺されてしまう。このとき唯一生き延びた男の赤ん坊がガリオン（のちのベルガリオン）であった。
ガリオンを育てるのに適した環境を探している最中、未来の夫であるダーニク（当時25歳前後）と出会い、センダリアのファルドー農園の料理長として隠れ住むことになる。このとき、やっとポルガラは父の愛を理解する。

## 『ベルガリアード物語』での活躍
センダリアのファルドー農園の料理長として働く傍ら、ガリオンの母親代わりとして彼を育てていた。が、父ベルガラスから、リヴァから《アルダーの珠》が盗まれたことを知る。《珠》を探索するため、何も知らないガリオンやダーニクとともに探索の旅に出る。
前半では、薬草を用いた医術を駆使して、瀕死の重傷を負った【弓師】レルドリン（Lelldorin）をはじめとして仲間たちの治療を行う一方で、ガリオンを拉致したニーサの女王サルミスラを蛇に変えたり巨大化してニーサの神イサ（Issa）の像と話をするなど魔術もガンガン使ってガリオン一行の危機を救う。自分の運命の不遇に葛藤し、自暴自棄になっていたガリオンと口論したこともあったが、和解した。また、炎の魔術による敵討ちをためらうガリオンを《内なる声》で一喝した。
後半（とくに終盤）では、ベルガラスとドラスニア王子ケルダーにして【案内人】のシルク（Silk）を伴ってトラクとの《光と闇の対決》に向かったガリオンを補佐するために立ち上がった、彼の婚約者で【世界の女王】でもあるセ・ネドラ（Ce'Nedra）やダーニク、《珠》を盗んだ謎の少年エランドと行動をともにする。しかし、ミシュラク・アク・タールでマロリー皇帝ザカーズ（Zakath）に捕まえられ、トラクの眠るクトル・ミシュラクへ連れて行かれる。クトル・ミシュラクで《裏切り者》ゼダーと再会するが、彼女を救おうとしたダーニクがゼダーの魔術で殺されてしまう。そこで初めてダーニクへの深い愛情に気づく。覚醒したトラクが彼女を誘惑してきたとき、意志を押しつぶされそうになった彼女を救ったのは、ガリオンが彼女の脳内に送り込んだダーニクの記憶だった。これによりポルガラは正気を取り戻し、ガリオンはトラクを倒した。彼女の存在こそが、彼女の選択こそが《光と闇の対決》の行方を決定づけるキーポイントだったのだ。
戦いが終わったとき、ポルガラは降臨してきた神々に、力を捨ててもいいから、普通の人間になってもいいから、ダーニクを蘇らせてほしいと嘆願する。紆余曲折の末、神々は彼女の願いを受け入れ、ガリオンやエランド、そして《珠》と協力して【二つの命を持つ男】ダーニクを復活させる。ポルガラが制御できる範囲内での魔術を使える、彼女と同等の者として。
そして、ポルガラとダーニクは《風の島》にて、ガリオン夫妻と同じ日にささやかな結婚式を挙げた。

## 『マロリオン物語』での活躍
ダーニクと結婚したポルガラは、夫とともに《アルダー谷》にある母ポレドラの小屋に住み、エランドを育てながら長年ほしがっていた平和な生活を満喫する。が、なかなか子宝に恵まれないベルガリオン夫妻のために尽力したり、妊娠中のセ・ネドラが浴室で殺されかけた事件では速やかに駆けつけてセ・ネドラの治療にあたったりと、忙しい日々を送っている。が、ベルガリオンの息子ゲラン（Geran）が誘拐された後、ケルの女予言者シラディス（Cyradis）の命で、「母として」ガリオンたちを導き、はぐくみ、守る役目を担うことになる。
前作同様、薬草を使った治療や魔術による敵の捜索が主な役割である。
表だった活躍としては、クトル・マーゴスの女性高僧グロリム・チャバト（Chabat）が召喚した悪魔を、アルダー神と協力して召喚主であるチャバトともども元にいた世界（＝地獄）に帰したり、故郷に残っているはずの仲間の幻を魔術で創りだしてマーゴ人を追っ払ったりしている（幻を創る魔術はベルガラスすらやってのけたことがない。それゆえ、ベルガラスは神に『素晴らしい息子を創造なさった!』と感謝した）。疫病の蔓延を阻止するため、疫病に汚染されたマロリーの首都マル・ゼスの完全封鎖をザカーズに命じ、一行のマロリー脱出にも貢献している。また、シラディスの住まうケルで、ダル人の集団意識と接触を図っている。
すべてが終わった旅の帰り、ダーニクの子供を妊娠していることが判明。《アルダー谷》で双子を出産する。

## 『マロリオン物語』以降（＝『魔術師ベルガラス』『女魔術師ポルガラ』）
エリオンドをはじめとする神々の祝福のもと、双子を産んだ彼女は暖かい眼差しでわが子たちを見つめ、寝室で夫のダーニクと話をした。そして、そのまま子供たちと眠りにつく。
それからおよそ1年後、ポルガラは《アルダー谷》で、かねてより望んでいた『平穏でありきたりな生活』を送っていた。
夫のダーニクが建て増しした、センダリアの農園のような家で暮らし、夫と畑を耕して作物を育て、家畜小屋で鶏を育て、双子を育て、家族で和気あいあいと過ごす……女性としての幸せを精一杯かみしめていた。
双子が1歳の誕生日を迎えてしばらく経ったある冬の日、リヴァからベルガリオン夫妻がやって来る。『甥』夫妻の来訪に喜ぶポルガラだったが、ベルガリオンの妻セ・ネドラの願いを聞いて断固拒否する。それは、父ベルガラスの自伝の穴を埋めるために、ポルガラに自伝を書いてもらいたいというものだった。
しかし、セ・ネドラの説得工作に丸め込まれた母ポレドラの命により、自伝を書くこととなる。